# Valerijus Ponomariovas
Valerijus Ponomariovas (* 12. September 1953 in Šiauliai) ist ein litauischer Politiker, ehemaliger Vizeminister.

## Leben
Nach dem Abitur an der Mittelschule Šiauliai absolvierte Valerijus Ponomariovas 1976 das Diplomstudium des Bauingenieurwesens am Inžinerinis statybos institutas in Vilnius und wurde Bauingenieur. Von 1982 bis 1984 studierte er weiter an der Parteihochschule Vilnius.
Von 1996 bis 1997 leitete er die Aufsichtsbehörde LR Vyriausybės Valstybinės tabako ir alkoholio kontrolės tarnyba als Direktor. Von 2001 bis 2004 war er stellvertretender Verkehrsminister Litauens und Vorstandsvorsitzende von “Lietuvos geležinkeliai” AB.

## Politik
Ab 1990 war er Mitglied von Lietuvos demokratinė darbo partija und ab 2001 von Lietuvos socialdemokratų partija. Ab 1995 war er Mitglied im Rat der Rajongemeinde Utena und ab 2003 der Stadtgemeinde Vilnius.